# Zvonimir Zoričić
Zvonimir Zoričić (Zagreb, 31. listopada 1948. – Zagreb, 30. svibnja 2015.), bio je hrvatski kazališni, televizijski i filmski glumac.

## Životopis
Diplomirao je na zagrebačkoj Akademiji dramske umjetnosti 1973. godine. Iste je godine postalo članom ansambla drame Hrvatskog narodnog kazališta. Tijekom godina rada je tamo nastupio u preko 80 različitih uloga.

## Nagrade
- Nagrada Zlatni smijeh za tekst Tatarski biftek u izvedbi prvaka Drame Hrvatskoga narodnog kazališta u Zagrebu, 1994.;
- Nagrada Mila Dimitrijević za ulogu Krajcernjakam Samsona Silića Boljšova u predstavi Svoji smo, dogovorit ćemo se Aleksandra N. Ostrovskog, 1995.;
- Nagrada za najboljeg glumca na Trećem festivalu glumca u Vinkovcima za ulogu Profesora u Oleani Davida Mameta, 1996.;
- Nagrada za najbolju monodramu na Četvrtom festivalu glumca u Vinkovcima za Dobitnu kombinaciju, 1996.;
- Nagrada Vladimir Nazor za ulogu Fillippa u predstavi Trilogija o ljetovanju Carla Goldonija u izvedbi Drame HNK iz Zagreba, 2004.;
- Nagrada Ivo Serdar za ulogu Franceka u predstavi Mire Gavrana Vozači za sva vremena ili Hercegovci za volanom u izvedbi Glumačke družine Histrion, 2005.

## Filmografija

### Televizijske uloge
- "Počivali u miru" kao Vladimir Hunski (2015.)
- "Crno-bijeli svijet" kao Zdenko (2015.)
- "Loza" kao Don Jurić (2011.)
- "Provodi i sprovodi" kao ožalošćeni čovjek (2011.)
- "Bibin svijet" kao Haris Korolj (2010.)
- "Stipe u gostima" kao Drago Pužić (2010.)
- "Tito" (2010.)
- "Mamutica" kao Bara (2008.; 2010.)
- "Zakon!" kao Simbad (2009.)
- "Tužni bogataš" kao glavni urednik (2008.)
- "Luda kuća" kao Jaroslav (2007.)
- "Cimmer fraj" kao Antiša (2007.)
- "Bitange i princeze" kao šef televizijske kuće Star TV (2005. – 2010.)
- "Obiteljska stvar" kao Bogati (1998.)
- "Ptice nebeske" (1989.)
- "Putovanje u Vučjak" kao kapelan (1986.)
- "Smogovci" kao pripovjedač #5 i kazališni redatelj (1991.)
- "Gabrijel" kao doktor #1 (1984.)
- "Zamke" kao Ljubo Miloš (1983.)

### Filmske uloge
- "Narodni heroj Ljiljan Vidić" kao Rudi (2015.)
- "Nije sve u lovi" kao klijent #1 (2013.)
- "Torta s čokoladom" kao Angel (2010.)
- "Kradljivac uspomena" (2007.)
- "Pjevajte nešto ljubavno" kao dugokosi klošar (2007.)
- "Ne dao Bog većeg zla" kao profesor (2002.)
- "Polagana predaja" (2001.)
- "Ajmo žuti" kao Pinturić (2001.)
- "Četverored" kao Zlatko Trlin (1999.)
- "Puna kuća" (1998.)
- "Kuća duhova" (1998.)
- "Ne zaboravi me" (1996.)
- "Gospa" kao policajac #2 (1994.)
- "Death Train" (1993.)
- "Zlatne godine" kao liječnik (1993.)
- "Kamenita vrata" (1992.)
- "Luka" (1992.)
- "Papa Sixto V" (1992.)
- "Čaruga" kao pop (1991.)
- "Priča iz Hrvatske" (1991.)
- "Karneval, anđeo i prah" (1990.)
- "Proljeće Janka Potlačeka" kao Franc (1988.)
- "Glembajevi" (1988.)
- "Tečaj plivanja" (1988.)
- "Katarina Druga" (1987.)
- "Olujna noć" (1987.)
- "Vrenje" kao Đuka "Kirs" Cvijić (1986.)
- "Put u raj" (1985.)
- "Obustava u strojnoj" (1980.)
- "Luda kuća" (1980.)
- "Ljubica" (1979.)
- "Živi bili pa vidjeli" kao Kovač (1979.)
- "Karmine" (1978.)
- "Tena" kao Jaroslav (1975.)
- "Nož" (1974.)
- "Kao u lošem romanu" (1974.)
- "Timon" (1973.)

### Sinkronizacija
- "Avanture Gospodina Peabodya i Shermana" kao Sudac (2014.) (posljednja uloga prije smrti)
- "Juraj i hrabri vitezovi" kao Heraclio (2013.)
- "Hop" (2011.)
- "Simsala Grimm" (2011.)
- "Moj ljubimac Marmaduke" kao Pasodlak/Buster (2010.)
- "Vrlo zapetljana priča" kao Vladimir (2010.)
- "Fantazija 2000" kao James Earl Jones (2010.)
- "Princeza i žabac" kao "Big Daddy" La Bouff (2009.)
- "Čudovišta iz ormara" kao Vodenuž (2009.)
- "Pinokio" kao Stromboli (2009.)
- "Čimpanze u svemiru" kao pripovjedač, računalo sonde Infinity i djed Ham (2008.)
- "Knjiga o džungli 2" kao Shere Khan (2008.)
- "101 dalmatinac" kao Danny (2008.)
- "Princeza sunca" (2007.)
- "Juhu-hu" kao Gusto (2007.)
- "Pčelin film" kao Layton T. Montgomery (2007.)
- "Auti 1" kao Tex (2006.)
- "Ples malog pingvina 1" kao Noa (2006.)
- "Princ od Egipta" kao Faraon Seti (2006.)
- "Mala sirena 1" + serija kao Kralj Triton (2006.)
- "Dama i Skitnica 1" kao Bull (2006.)
- "Dinotopia: Potraga za starim rubinom" kao Albagon (2005.)
- "Kralj lavova 1" kao Mufasa (2003.)
- "Sinbad: Legenda o sedam mora" (2003.)
- "Pustolovine iz knjige vrlina" kao bizon Platon (epizoda Samilost-božićna priča)
- "Pustolovine Marka i Goge" kao Dužd
- "Lucky Luke" kao konj Jolly (prva sinkronizacija)

## Vanjske poveznice
- Zvonimir Zoričić u internetskoj bazi filmova IMDb-u (engl.)
- HNK u Zagrebu / Drama: Zvonimir Zoričić  Arhivirana inačica izvorne stranice od 2. lipnja 2015. (Wayback Machine)
- Zoričić, Zvonimir Hrvatska enciklopedija. LZMK